# Aminosacharidy

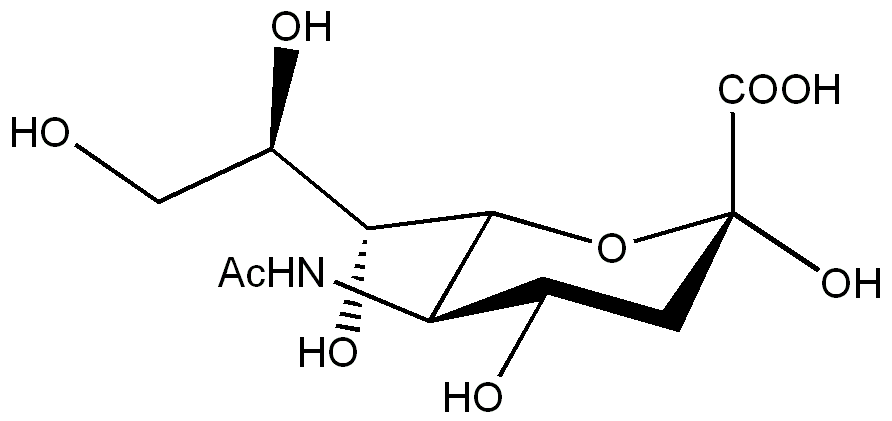
kyselina N-acetylneuraminová

Aminocukry jsou deriváty sacharidů, u nichž je většinou jedna hydroxylová skupina (-OH) nahrazena amino skupinou (-NH2) . Biochemicky nejvýznamnější jsou 2-amino sacharidy (tzn. sacharidy, u nichž došlo k výměně na druhém uhlíku). Aminocukry patří mezi primární aminy. Jsou to bazické sloučeniny.
Samotné aminocukry se většinou v přírodě nevyskytují. Mnohem častější bývají jejich N-acetylované deriváty, u nichž je acetylovou skupinou snížena bazicita amino skupiny.
Nejvýznamnějšími aminocukry jsou:
- Glukosamin (GlcN)
- Galaktosamin (GalN)
- N-acetylglukosamin (GlcNAc)
- N-acetylgalaktosamin (GalNAc)
- kyselina N-acetylneuraminová (NeuNAc, NANA)